# Gloria Klein
Gloria Guillermina Klein Figari (Lima, 10 de abril de 1972), conocida como Gloria Klein, es una actriz de cine, televisión y teatro peruana, más conocida por protagonizar la serie Casado con mi hermano en el rol de Annie.

## Biografía
Se inició en la televisión en la telenovela Natacha en 1990 con un rol secundario. Luego, protagonizó la serie Casado con mi hermano en 1992 de Panamericana Televisión, luego de ello participó en la telenovela Leonela, muriendo de amor de América Televisión.
En 2005, participó en la miniserie biográfica Ferrando, de pura sangre de Frecuencia Latina y dos años después participó en Rita y yo.
En 2016, iba a protagonizar la secuela de Casado con mi hermano, pero la secuela fue cancelada antes de emitirse.
En 2018, fue parte del elenco principal de la película Utopía.
En 2022, regresa a la actuación con la telenovela Maricucha, interpretando a Omaira, y a la vez realiza una participación en la serie televisiva Junta de vecinos.

## Vida personal
En 2002, se casó con Juan Antonio Hassinger, con quien tiene dos hijos.

## Filmografía

### Cine
- Utopía, La película (2018).

### Televisión

#### Series y telenovelas
- Natacha (1990) como Erminia.
- Casado con mi hermano (1992–1994) como Annie de Gastelumendi.
- Leonela, muriendo de amor (1997) como Margarita "Maggie".
- Taxista, ra ra o Taxista Ra Ra (1998–1999) como Lucía.
- Augusto Ferrando: De pura sangre (2005–2006) como Violeta Ferreyros.
- Rita y Yo (2007) como Matilde.
- Magnolia Merino, la historia de un mounstruo (2008–2009) como Edith.
- Rita y Yo y mi otra Yo (2009) como Matilde.
- Confesiones, historias de la vida misma (2013–2014) como Varios Roles.
- Casado con mi hermano 2 (Piloto) (2016) como Annie de Gastelumendi.
- Maricucha (2022) como Omaira Campoamor Baca.
- Junta de vecinos (2022).
- Junta de vecinos 2 (2022).
- Maricucha 2 (2023) como Omaira Campoamor Baca.

#### Programas
- Panorama como Ella misma (Invitada).
- El Reventonazo de la Chola (2022) como Ella misma (Invitada).

## Teatro
- Relaciones peligrosas (1992).
- Mary Poppins (2003).
- El barbero de Sevilla (2005).
- Pinocho en el país de las maravillas (2005).
- Don Juan Tenorio (2007) como Doña Lucía.
- Él es mi mujer (2013).[2]
- Perfectos Desconocidos (2018).